# Ред и закон (11. сезона)
Једанаеста сезона серије Ред и закон је премијерно емитована на каналу НБЦ од 18. октобра 2000. године до 23. маја 2001. године и броји 24 епизоде.

## Опис
Нора Луин (Дајен Вист) заменила је Адама Шифа (Стивен Хил) на месту окружног тужиоца. Хил је био последњи члан главне поставе из прве сезоне.

## Улоге

### Гавне
- Џери Орбак као Лени Бриско
- Џеси Л. Мартин као Ед Грин
- Ш. Епата Меркерсон као Анита ван Бјурен
- Сем Вотерстон као ИПОТ Џек Мекој
- Енџи Хармон као ПОТ Еби Кармајкл
- Дајен Вист као в.д. ОТ Нора Луин

### Епизодне
- Кери Лоуел као ПОТ Џејми Рос (Епизода 22)

## Епизоде
| Бр. у серији | Бр. у сезони | Назив                        | Редитељ            | Сценариста                                                    | Пpемијерно емитовање | Пpод. код | Гледаност у САД (милиони) |
| --- | ------------ | ---------------------------- | ------------------ | ------------------------------------------------------------- | -------------------- | --------- | ------------------------- |
| 230 | 1            | "Издржљивост"                | Константин Макрис  | Мет Витен                                                     | 18. октобар 2000.    | E1304     | 17.80                     |
| Због сумњивог пожара у стану, тешко поврђеени дечак умро је због тровања угљен-моноксидом. Иако је власник старинарнице у истој згради у прошлости био "жртва" неколико других пожара, детективе Бриска и Грина привлаче осумњичени ближе кући јер откривају огроман терет који је дечак представљао родитељима и њиховом пропалом браку током својих дванаест година. Како се све више сазнало о преданој мајци, чак и ИПОТ Џек Мекој почиње да се пита да ли је његово гоњење заиста у служби правде. У међувремену, градоначелник Ђулијани доводи привремену окружну тужитељку Нору Луин Мекоју и Кармајкловој. |              |                              |                    |                                                               |                      |           |                           |
| 231 | 2            | "Пут правде"                 | Ричард Добс        | Бери Шајндел                                                  | 25. октобар 2000.    | E1303     | 16.70                     |
| Када се жена без личних исправа пронађена мртва од ударца у плочник главом, једини трагови њене прошлости налази се у подацима сачуваним на њеној пропусници за масовни прелаз. Више магнетних доказа доводи детективе Бриска и Грина до тренутног власника кредитне картице мртве жене, али када су пронашли осумњиченог, умно стање нападача доводи у питање да ли је само починилац одговоран за трагедију. Након молбе супруга покојнице, окружна тужитељка Луин тражи медијску славу охрабрујући тужиоце Мекоја и Кармајклову да натерају здравствени састав да преузме одговорност за пуштање осећајно поремећеног осуђеника у друштво. |              |                              |                    |                                                               |                      |           |                           |
| 232 | 3            | "Раскорак"                   | Луис Х. Гулд       | Венди Бетлс                                                   | 1. новембар 2000.    | E1307     | 17.60                     |
| Када је звезда и виолинисткиња Симфонијског оркестра са Менхетна пронађена убијена у својој гардероби, детективи Бриско и Грин не морају да траже даље од концертне дворане у потрази за низом трагова. Недостаје непроцењива виолина коју је свирала, а за остатак виолинске секције је откривено да је огорчен због брзог успона недавног дипломате Џулијарда до звезда. У међувремену, сјајни и скромни диригент Карл Регер, чија супруга такође наступа у оркестру, усмерава детективе према сценографији која је можда одбијена у његовом напретку према жртви јер његов однос са првом виолинисткињом даолази под знак питања. |              |                              |                    |                                                               |                      |           |                           |
| 233 | 4            | "Одмеравање снаге"           | Џејс Александер    | П. К. Тод                                                     | 8. новембар 2000.    | E1308     | 19.00                     |
| Када је вођа банде осуђен за свирепе злочине убијен ножем у затворској тучи, детективи Бриско и Грин откривају да је њихова жртва имала бројне непријатеље с обе стране закона. Истрага, у којој су сви осумњичени чланови банди, поправни службеници и полицајци на тајном задатку, исходи на крају оптужницом која ИПОТ Мекоја води у тешку битку док покушава да осуди убицу опаког злочинца. |              |                              |                    |                                                               |                      |           |                           |
| 234 | 5            | "Повратак"                   | Стивен Вертимер    | Арон Зелман                                                   | 15. новембар 2000.   | E1309     | 18.70                     |
| Убиство власника продавнице доводи до случаја у којем осумњичени бежи у Израел и може бити заштићен од изручења израелским Законом о повратку. |              |                              |                    |                                                               |                      |           |                           |
| 235 | 6            | "Гори, бебо, гори"           | Дејвид Плат        | Ричард Сверен                                                 | 22. новембар 2000.   | E1306     | 18.30                     |
| Бивши Црни пантер оптужен за убиство полицајца Кавказа доводи у питање поузданост Грина усред политички оптуженог суђења. |              |                              |                    |                                                               |                      |           |                           |
| 236 | 7            | "Одмазда"                    | Метју Пен          | Вилијам Н. Фордс                                              | 29. новембар 2000.   | E1302     | 19.40                     |
| Под притиском руководства одељења поново се отвара случај убиства од пре 20 година који је првобитно истраживао Брисков сада пензионисани шеф. Убијена је девојка, а размажени син из породице која се бави политиком је главним осумњиченим. |              |                              |                    |                                                               |                      |           |                           |
| 237 | 8            | "Танак лед"                  | Џејс Александер    | Синопсис: Бери Шајндел и Мет Витен Сценарио: Бернард Голдберг | 20. децембар 2000.   | E1310     | 18.20                     |
| Убиство школског хокејашког тренера доводи до случаја у којем окривљени тврди да је починио злочин патећи од "спортског беса". |              |                              |                    |                                                               |                      |           |                           |
| 238 | 9            | "Охоли"                      | Константин Макрис  | Кети Мекормик и Венди Бетлс                                   | 10. јануар 2001.     | E1311     | 20.30                     |
| Помоћни управник златаре открио је четири тела у продавници што је довело до кривичног гоњења осумњиченог за љубазно убиство који наваљује да се сам заступа и стекао је дивљење једне поротнице. |              |                              |                    |                                                               |                      |           |                           |
| 239 | 10           | "Дакле, чији је то мајмун?"  | Кристофер Мисијано | Вилијам М. Финклштајн                                         | 17. јануар 2001.     | E1318     | 18.20                     |
| Смрт лабораторијског техничара и отмица седамнаесторо заражених мајмуна довели су до испитивања које укључује лечење животиња које су истраживане. |              |                              |                    |                                                               |                      |           |                           |
| 240 | 11           | "Недељом у парку са Хорхеом" | Џејмс Квин         | Вилијам М. Финклштајн                                         | 24. јануар 2001.     | E1301     | 18.50                     |
| Након "дивљих догађаја" у Централном парку, у језеру је пронађено женско тело, а међу осумњиченима је и богати супруг покојне. |              |                              |                    |                                                               |                      |           |                           |
| 241 | 12           | "Омладинска пустара"         | Константин Макрис  | Бери Шајндел и Арон Зелман                                    | 7. фебруар 2001.     | E1315     | 19.30                     |
| Смрт власника ресторана доводи Бриска и Грина до пубертетлија жељних узбуђења. Мекој и Луинова су присиљени да одлуче да ли је премлад за смртну казну. |              |                              |                    |                                                               |                      |           |                           |
| 242 | 13           | "Страх"                      | Дејвид Плат        | Кети Мекормик, Лин Мејмет и Венди Бетлс                       | 14. фебруар 2001.    | E1313     | 20.10                     |
| Бриско и Грин истражују премлаћивање педера и отмицу његовог усвојеног сина, а њихова истрага наводи Мекоја и Кармајклову да верују да је хомофобија побуда, а не откупнина. |              |                              |                    |                                                               |                      |           |                           |
| 243 | 14           | "Година губитака"            | Џејс Александер    | Бери Шајндел и Венти Бетлс                                    | 21. фебруар 2001.    | E1322     | 18.20                     |
| Бриско и Грин испрва истражују вереника труднице која је пронађена на самрти у пртљажнику својих кола, али се истрага убрзо окренула ка професионалном спортисти Крису Котију који је можда имао своје разлоге да жели жену и њено нерођено дете мртве. |              |                              |                    |                                                               |                      |           |                           |
| 244 | 15           | "Рејтинг"                    | Џејмс Квин         | Вилијам М. Финклштајн                                         | 28. фебруар 2001.    | E1319     | 18.90                     |
| Када је убијен учесник ТВ ријалитија, Мекој гони продуценте и руководиоце мреже због намерног подстицања непријатељства међу учесницима како би се повећала гледаност. Сувише прикладно, исход случаја зависи од видео траке коју је направила скривена камера. |              |                              |                    |                                                               |                      |           |                           |
| 245 | 16           | "Забава у Бронксу"           | Ричард Добс        | Синопсис: Ричард Сверен Сценарио: Ричард Сверен и Венди Бетлс | 14. март 2001.       | E1316     | 18.70                     |
| Кад је пронађена задављена жена са великом количином екстазија у торби, детективи Бриско и Грин имају потешкоћа у прикупљању довољних доказа за подизање оптужнице против свог главног осумњиченог, растурача дроге Френсиса "Таз" Партела. Али када су саслушали једног од његових бивших сарадника, открили су нове доказе који указују на то да је Таз одговоран за раније убиство избацивача у Бронксу. |              |                              |                    |                                                               |                      |           |                           |
| 246 | 17           | "Сујета"                     | Џејмс Квин         | Вилијам Н. Фордс и Венди Бетлс                                | 21. март 2001.       | E1324     | 18.10                     |
| Када је тело Карен Хол, истражитељке Одељења за кривична дела Државног тужилаштва, пронађено у реци Хадсон, детективи Бриско и Грин откривају да је њен шеф Алек Конрој отписао њен нестанак као насумичну отмицу са Албаничке железничке станице. Али како се све више сазнаје о Конројевим управним односима - са мртвом женом, са супругом и са дугогодишњом девојком - он брзо постаје осумњичен. |              |                              |                    |                                                               |                      |           |                           |
| 247 | 18           | "Бела лаж"                   | Дон Скардино       | Ричард Сверен и Арон Зелман                                   | 4. април 2001.       | E1312     | 17.96                     |
| Бриско и Грин истражују пар убијен у свом стану што их доводи до супруге официра америчке војске који је укључен у активности против дроге у Колумбији због чега Мекој има неугодан посао да је натера да сведочи. |              |                              |                    |                                                               |                      |           |                           |
| 248 | 19           | "Трзај"                      | Ричард Добс        | Мет Витен и Арон Зелман                                       | 18. април 2001.      | E1323     | 16.30                     |
| Када је један хиспано мушкарац пронађен мртав због тешке повреде грудног коша, детективи Бриско и Грин откривају да су он и још две противзаконите избеглице имали инсценирану саобраћајну несрећу. Како се појављују докази који повезују бројне сличне саобраћајне несреће са истим послодавцем, киропрактичарем, осигуравачем и заступницима, ИПОТ Мекој и ПОТ Кармајкл морају утврдити ко је на крају одговоран за смрт тог човека од чега су се многи други окористили. |              |                              |                    |                                                               |                      |           |                           |
| 249 | 20           | "Сва моја деца"              | Дејвид Плат        | Бери Шајндел и Ноа Бејлин                                     | 2. мај 2001.         | E1326     | 19.70                     |
| Убиство младића указује на тајанствену жену која је можда изнуђивала новац од жртвиног богатог оца за кога је веровала да је и њен отац. |              |                              |                    |                                                               |                      |           |                           |
| 250 | 21           | "Братовљев старатељ"         | Константни Макрис  | Рене Балкер и Џо Генон                                        | 9. мај 2001.         | E1325     | 18.80                     |
| Бриско и Грин откривају да је убијени пословни човек можда био мета познатог злочинца, али истрага је посрнула када је ФБИ дао покриће осумњиченом. Случај се додатно усложио када су детективи сазнали да осумњичени има брата близанца и да су оба брата имала побуду за убиство жртве па не могу бити сигурни ко је заправо убица. |              |                              |                    |                                                               |                      |           |                           |
| 251 | 22           | "Бежање из школе"            | Ричард Добс        | Синопсис: Бери Шајндел и Ерик Овермајер Сценарио: Дик Волф    | 16. мај 2001.        | E1329     | 21.50                     |
| Детективи Бриско и Грин истражују када је маскирани ученик отворио ватру на школске другове убивши четворо, а ранивши једанаесторо. Убрзо је постало очигледно да више деце одговара профилу младе особе способне за такво насиље. Е-порука коју је послао један од ученика усмерава истрагу према одређеном младићу са насилном прошлошћу, али проналажење починиоца постало је трка с' временом јер је стигла још једна е-порука која прети још убиствима. ИПОТ Мекој парничи се раме уз раме са Џејми Рос која заступа пубертетлију и који тврди да је е-пошта неприхватљива јер је повлашћена. |              |                              |                    |                                                               |                      |           |                           |
| 252 | 23           | "Страшни судија"             | Дејвид Плат        | Ричард Сверен и Арон Зелман                                   | 23. мај 2001.        | E1327     | 17.00                     |
| Покушај убиства оштрог судије доводи Бриска и Грина у дивљу потеру како би пронашли починиоца. Када је починилац пронађен, Кармајклова и Мекој тешко подносе случај. |              |                              |                    |                                                               |                      |           |                           |
| 253 | 24           | "Тајно гласање"              | Џејс Александер    | Вилијам Н. Фордс и Мет Витен                                  | 23. мај 2001.        | E1331     | 20.00                     |
| Убиство жене наводи Бриска и Грина да открију да је стварна мета била извештачица која је написала причу о неправилностима у гласању на недавним изборима за сенаторе. Кармајклова не може да натера извештачицу да открије своје изворе за причу која садржи наводе да је гласање било намештено и да су гласачки листићи промењени иако јој је живот у опасности. Без извора, Мекој и Кармајклова тешко воде случај против сенатора за којег верују да има везе са неком багром и да је наручио извештај. Случај зависи од 2.000 гласачких листића који су нестали током гласања које је украла мафија. Када су гласачки листићи пронађени, дошло је до парнице око тога да ли их треба пребројати или не. Мекој верује да ће гласачки листићи показати сенаторову побуду за наручење убиства, али жалбени суд то не дозвољава па им је случај такорећи мртав. На крају Мекој успева да убеди извештачицу да открије свој извор и да је натера да сведочи против сенатора за кога се неким чудом показало да је лично његов управник кампање. У међувремену, Кармајклова говори Мекоју да напушта тужилаштво како би прихватила посао у државном тужилаштву чим се случај заврши. |              |                              |                    |                                                               |                      |           |                           |